# カリクレス (政治家)
カリクレスあるいはカリクレース（古代ギリシア語: Χαρικλῆς / Charicles、生没年不明）は、紀元前5世紀アテナイの政治家である。
カリクレスはアポロドロスの子である。ペロポネソス戦争中の紀元前415年のヘルメ像破壊事件においてカリクレスはその調査官の一人になり、紀元前413年には春の始まりと共にアルゴスより兵を集めた後、シケリアへの増援として向かうデモステネスに彼らを渡すという任を受け、ペロポネソス半島へと30隻の艦隊とともに派遣された。カリクレスとデモステネスはアルゴスで合流してケルキュラへと向い、ケルキュラに守備隊を配置した後にカリクレスは帰国した。ペロポネソス戦争の敗戦後、スパルタの支援で紀元前404年に三十人政権が発足すると、カリクレスはその一員となった。ところが、紀元前403年にトラシュブロスら民主派がアテナイの外港ペイライエウスに篭って三十人政権に挑戦し、鎮圧に向った三十人政権の中心人物クリティアスはペイライエウスでの戦いで戦死した。他の三十人政権のメンバー（恐らくカリクレスも含まれている）はエレウシスに逃れて傭兵を集めたが、それを察知した民主派の攻撃を受けた後、放免された。その後カリクレスがどうなったのかについては史料は沈黙している。
また、三十人政権時代にソクラテスの政治家批判の発言を聞いたカリクレスはクリティアスと共にソクラテスに若者との会話を禁じたとも言われる。

## 註
1. ↑  アンドキデス, 「秘儀について」, 36
2. ↑  トゥキュディデス, VI. 20
3. ↑  ディオドロス, XIII. 9
4. ↑  トゥキュディデス, VI. 26
5. ↑  クセノポン, 『ギリシア史』, II. 3. 2
6. ↑  ibid, II. 4. 24, 43
7. ↑  クセノポン, 『ソクラテス言行録』, 1. 2. 32-37